# Lokerenkapel

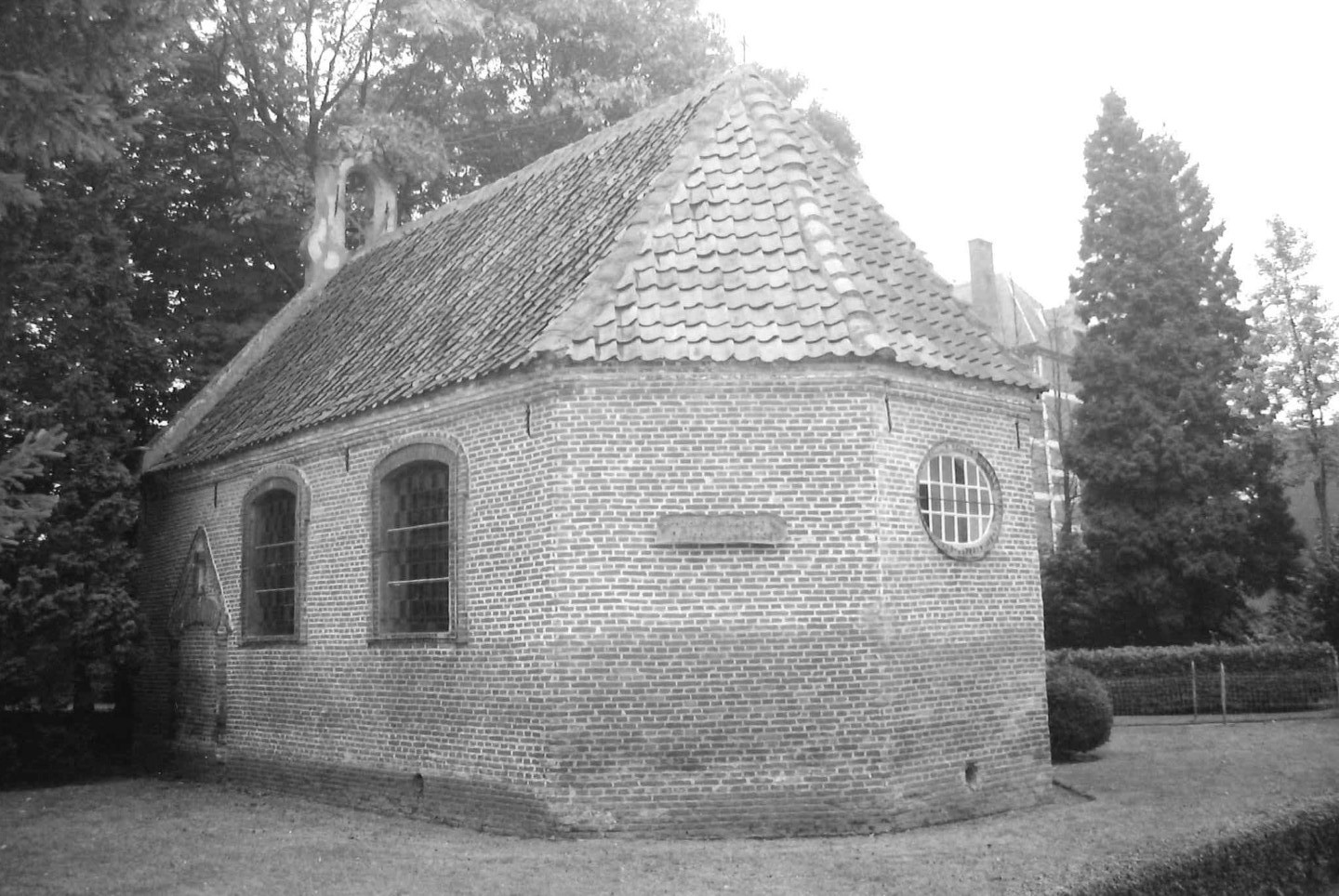
Lokerenkapel

De Lokerenkapel is een kapel in de Belgische stad Turnhout, gelegen aan de Steenweg op Gierle 126.
Dit georiënteerde kapelletje zou gebouwd zijn in het eerste kwart van de 18e eeuw. Het rechthoekig bakstenen gebouwtje heeft een driezijdige koorafsluiting en is uitgevoerd in classicistische stijl. De voorgevel vertoont vlechtingen. In het koor bevindt zich een ovale oculus.
Het interieur wordt overkluisd door een houten tongewelf. Er is een barokaltaar.